# Pterasthenia matileae
Pterasthenia matileae är en insektsart. Pterasthenia matileae ingår i släktet Pterasthenia och familjen långrörsbladlöss. Inga underarter finns listade i Catalogue of Life.